# Мухаммад Такі
Мухаммад Такі Альджаафарі Бін Джахарі (англ. Muhammad Taqi Aljaafari Bin Jahari, нар. 25 жовтня 1986 року) — сингапурський футбольний арбітр, арбітр ФІФА з 2012 року. Обслуговує матчі С-Ліги та Ліги чемпіонів АФК.

## Кар'єра
Арбітр ФІФА з 2012 року.
У 2014 році обслуговував матч фіналу Кубка та Суперкубка Сингапуру і був названий найкращим арбітром країни того року.
У 2015 році відправився до Австралії, обслуговуючи матчі Кубка Азії 2015 року.
У травні 2017 року він був відеоасистентом на молодіжному чемпіонаті світу 2017 року в Південній Кореї. А вже в липні того ж року обслужив матч-відкриття сингапурської частини Міжнародного кубка чемпіонів 2017 року, де зіграли лондонське «Челсі» і мюнхенська «Баварія».
Він був названий найкращим арбітром 2017 року у Федерації Південно-східної Азії.
У жовтні 2017 року відправився в Індію, де обслужив два матчі групового етапу юнацького чемпіонату світу.
Працював на азійському відбірковому турнірі на чемпіонат світу 2018 року.
Був одним з арбітрів Кубка Азії 2019 року.
У травні-червні 2019 обслуговував матчі молодіжного чемпіонату світу в Польщі.